# جون جوزيف ماكدونالد
جون جوزيف ماكدونالد (بالإنجليزية: John Joseph MacDonald)‏ هو سياسي كندي، ولد في 21 سبتمبر 1891، وتوفي في 24 سبتمبر 1986. انتخب عضو مجلس الشيوخ الكندي.